# Команданте Густаву Кремер (аэропорт)
Международный аэропорт Команданте Густаву Кремер (порт. Aeroporto Internacional Comandante Gustavo Kraemer) также известен под названием Международный аэропорт Баже ( Aeroporto Internacional de Bagé) (Код ИАТА: BGX) — бразильский аэропорт, обслуживающий город Баже.
Аэропорт расположен в сельской местности Баже, в 60 км от Уругвая и в 380 км от города Порту-Алегри. 
Пользователями Густаву Кремер в большинстве являются бизнесменами, которые имеют бизнес в регионе в секторах животноводства, фруктов, виноделия и целлюлозы.

## История
Муниципальный аэродром был создан в 1932 году в районе, который сегодня является собственностью аэроклуба Баже. Аэропорт был открыт 5 июня 1946 года и начал работать под названием Баже.
В 1950 году был построен новый терминал пассажиров и в 1953 году аэропорт получил название Аэропорт Команданте Густаву Кремер, в честь основателя предприятия SAVAG.
Текущий терминал пассажиров был открыт 3 мая 1974 года. На открытии присутствовал президент республики Эмилиу Гаррастазу Медиси. 
27 октября 1980 года компания Infraero начала обслуживать аэропорт.
В 2001 году аэропорт Баже был допущен принимать международные рейсы, что в свою очередь повлияло на увеличение числа операций из Уругвая и Аргентины.

## Авиалинии и направления
В настоящее время никакие регулярные рейсы не производятся. Используется для авиации общего назначения.